# رشيد أدان
 رشيد أدان  (1964 الجزائر) هو لاعب كرة قدم جزائري.

## روابط خارجية
- رشيد أدان على موقع قاعدة بيانات كرة القدم.إي يو (الإنجليزية)